# Geotermalno grijanje
Geotermalno grijanje se zasniva na izravnoj upotrebi geotermalne energije, a takav način grijanja se upotrebljava još od doba paleolitika. U 2004. godini je otprilike sedamdeset država svijeta izravno koristilo 270 PJ geotermalne topline, a ta brojka je u konstantnom porastu. Od 2007. godine instalirano je još 28 GW geotermalnog toplinskog kapaciteta diljem svijeta, zadovoljavajući time 0,07 % globalne potrošnje primarne energije. Geotermalno grijanje ima visoki stupanj termodinamičkoe iskoristivosti jer nema potrebe za pretvorbom energije, ali je efikasnost uporabe niska i iznosi oko 20 %, jer je posljedica sezonske upotrebe topline za grijanje (većinom zimi).
Geotermalna energija potječe iz topline sadržane u Zemlji. Ta toplina nastaje kao posljedica radioaktivnog raspadanja minerala i od solarne energije koja se apsorbirala na površini Zemlje. Većina visoko temperaturne geotermalne topline nastaje na mjestima spajanja tektonskih ploča, jer je tamo vulkanska aktivnost bliža površini Zemlje. Na tim mjestima temperature zemlje i podzemnih voda mogu biti veće od temperature koja je potrebna u sustavima za grijanje. Toplina je također pohranjena i u hladnijim predjelima Zemlje. Već na šest metara ispod Zemljine površine je temperatura konstantna, te je po iznosu jednaka prosječnoj godišnjoj temperaturi zraka. Ta se toplina može izvući pomoću toplinskih pumpi.

## Povijest
Još od doba paleolitika su se termalni izvori koristili u toplicama. Prve poznate toplice koje su izgrađene tijekom Qin dinastije u trećem stoljeću prije Krista su bili kameni bazeni na planini Li u Kini. Na istome mjestu je kasnije bila izgrađena palača Huaqing Chi. U prvom stoljeću poslije Krista Rimljani su osvojili Aquae Sulis i iskoristili tamošnje termalne izvore za javna kupališta te podno grijanje. Ulaznice za ovo kupalište vjerojatno predstavljaju prvu komercijalnu upotrebu geotermalne topline. Na Islandu je pronađena tisuću godina stara termalna kada koju su izgradili neki od najstarijih Islandskih naseljenika.
Najstariji područni geotermalni toplinski sustav na svijetu je u Chaudes-Aiguesu u Francuskoj, koji je u upotrebi od četrnaestog stoljeća. Najranija industrijska eksploatacija je počela 1827. godine korištenjem gejzirskih para za ekstrakciju borne kiseline iz vulkanskog blata u geotermalnoj elektrani Larderello u Italiji.
Prvi Američki područni toplinski sustav grijanja koji se je izravno opskrbljivao geotermalnom energijom je napravljen 1982. godine u Boiseu, glavnom gradu Idahoa. Takav sustav je ubrzo primijenjen 1900. godine i u Klamath Fallsu (Oregon). U Boiseu je 1926. godine korišten duboki geotermalni bunar za grijanje staklenika, dok su se istovremeno gejziri upotrebljavali za grijanje staklenika na Islandu i u Toskani.
Lord Kelvin je 1852. godine izumio toplinsku pumpu, dok je 1912. Heinrich Zoelly patentirao ideju o korištenju toplinskih pumpi za izvlačenje topline iz zemlje. Tek u 1940-im je geotermalna toplinska pumpa uspješno implementirana. Vjerojatno prva geotermalna toplinska pumpa je bila Roberta C. Webbera od 2,2 kW, no neki se izvori ne slažu s time u pogledu točnog vremena izuma. J. Donald Kroeker projektirao je prvu komercijalnu geotermalnu pumpu za grijanje javnih ustanova u Portlandu u Oregonu, koja je prvi put primijenjena 1946. godine. Carl Nielsen, profesor na sveučilištu u Ohiou je 1948. godine u sklopu svog doma konstruirao prvu geotermalnu toplinsku pumpu koja je preuzimala toplinu iz podzemnih voda. Zbog naftne krize 1973. ova tehnologija je postala veoma popularna u Švedskoj, a zatim se polako proširila diljem svijeta. Razvoj cijevi od polibutena 1979. godine znatno je povećao ekonomsku održivost toplinskih pumpi. Od 2004. godine postoji više od milijun geotermalnih toplinskih pumpi diljem svijeta koje imaju sveukupno 12 GW toplinskog kapaciteta.

## Primjena
| Država          | Proizvodnja PJ/godini | Kapacitet GW | Efikasnost % | Primarna Svrha             |
| --------------- | --------------------- | ------------ | ------------ | -------------------------- |
| Kina            | 45.38                 | 3.69         | 39%          | kupanje                    |
| Švedska         | 43.2                  | 4.2          | 33%          | toplinske pumpe            |
| SAD             | 31.24                 | 7.82         | 13%          | toplinske pumpe            |
| Turska          | 24.84                 | 1.5          | 53%          | područno grijanje          |
| Island          | 24.5                  | 1.84         | 42%          | područno grijanje          |
| Japan           | 10.3                  | 0.82         | 40%          | kupanje                    |
| Mađarska        | 7.94                  | 0.69         | 36%          | toplice/staklenici         |
| Italija         | 7.55                  | 0.61         | 39%          | toplice/prostorno grijanje |
| Novi Zeland     | 7.09                  | 0.31         | 73%          | industrijske potrebe       |
| 63 druge države | 71                    | 6.8          |              |                            |
| Ukupno          | 273                   | 28           | 31%          | prostorno grijanje         |

Mnogo je raznovrsnih primjena jeftine geotermalne topline. U 2004. godini je više od polovice geotermalne topline korišteno za prostorno grijanje, dok je trećina korištena za toplice i lječilišta. Ostatak geotermalne topline je korišten za razne industrijske procese, desalinizaciju, potrošnu toplu vodu, te u poljoprivredi. Gradovi kao Reykjavik i Akureyri podzemnim cjevovodima iz geotermalnih postrojenja dovode toplu vodu za topljenje snijega s cesta i pločnika.
Geotermalni sustavi su vrlo ekonomični te se toplinska energija za područno grijanje često dovodi toplovodima i na taj način može opskrbljivati veliki broj zgrada ili čitava naselja. Ova se tehnologija dugo koristi diljem svijeta u mjestima kao što su: Reykjavik, Boise i Klamath Falls.

## Ekstrakcija
U nekim dijelovima svijeta postoje relativno plitki geotermalni resursi. Takvi uvjeti postoje u SAD-u, na Islandu, dijelovima Japana, te u ostalim geotermalno bogatim regijama svijeta. Na ovim prostorima voda ili vodena para preuzeta iz prirodnih termalnih izvora se cijevima transportirana do radijatora ili izmjenjivača topline. U alternativnim slučajevima, može se koristiti i otpadna toplina iz kogeneracijskih geotermalnih elektrana. Grijanje pomoću geotermalno topline je daleko efikasnije nego proizvodnja električne energije putem geotermalnih elektrana jer se u sustavima za grijanje koristi voda daleko nižih temperatura. Samim time ovaj pristup je održiviji diljem svijeta. Ako je plitko tlo toplo i suho, zrak i voda mogu cirkulirati kroz podzemne izmjenjivače topline te tako preuzeti toplinu sadržanu u zemlji.
U područjima gdje je plitko tlo prehladno da pruži dovoljnu količinu topline za grijane prostora, ono je još uvijek toplije od zimskog zraka. Plitko tlo tijekom cijele godine sadrži u sebi pohranjenu solarnu energiju akumuliranu tijekom ljeta, a sezonske temperaturne varijacije tla potpuno iščezavaju na dubini većoj od 10 m. Ta toplina se može putem geotermalne toplinske pumpe efikasnije izlučiti, nego što se može proizvesti u konvencionalnim ložištima. Geotermalne toplinske pumpe su ekonomično održive svugdje diljem svijeta.

## Dizalice topline koje koriste tlo kao toplinski spremnik
Ova je tehnologija učinila geotermalno grijanje ekonomičnim u apsolutno svim lokacijama na zemlji. Procjenjuje se da je u 2004. godini bilo u pogonu oko milijun dizalica topline s ukupnim kapacitetom od oko 15 GW. Na globalnoj razini se udio dizalica toplina za grijanje sve više povećava, te je porast kapaciteta oko 10 % godišnje.
Također, okretanjem smjera protoka transportnog fluida isti se sustav može koristiti za hlađenje prostora tijekom ljetnih mjeseci. Toplina se ispušta u relativno hladno tlo ili podzemnu vodu, za razliku od jedinica klima uređaja koje tu toplinu ispuštaju u okoliš koji je na relativno visokoj temperaturi tijekom ljetnih mjeseci. Na taj način se treba svladati manja temperaturna razlika i time se ostavaruje viši stupanj djelovanja, a i veće uštede.
Dizalice topline koje koriste tlo kao toplinski spremnik (GSHP - Ground Source Heat Pumps) ne koristi geotermalne izvore topline kao što su gejziri već GSHP uređaj omogućava transportiranje topline pohranjene u tlu ili stijenama. Pumpe se koriste za ostvarivanje cirkulacije transportnog fluida (najčešće smjese vode i male količine antifriza) kroz podzemne sustave cijevi do toplinskih spremnika. U kućanstvima se koriste dvije varijante uređaja, "polje s okomitom petljom" kod koje su cijevi u okomitim bušotinama na dubinama između 15–120 m, te "polje s horizontalnom petljom", ako postoji mogućnost postavljanja takvog sustava cijevi jer iziskuje izradu opsežnih rovova, s horiznotalno postavljenim cijevima na otprilike 2 m ispod površine. Nakon što se iz toplinskog spremnika (tla, stijene, podzemnih voda) preda toplina transportnom fluidu, sustavom cijevi se taj fluid trasportira do kućanstava gdje predaje toplinu za zagrijavanje prostora. Nakon toga se ohlađeni fluid vraća nazad sustavom cijevi u tlo i tako se petlja zatvara. Ovaj sustav grijanja kućanstava uporabom električne energije za pogon dizalica toplina je daleko ekonomičniji od grijanja pomoću elektrotpornih grijača.
Čak i u regijama u kojima tlo nema visoko temperaturni geotermalni potencijal, GSHP se može koristiti za zagrijavanje ili hlađenje prostora. Kao što hladnjak ili klima koriste ljevokretne kružne procese za ostvarivanje rashladnog učina tako i ovi uređaji koriste pumpe da bi ostvarili prijenos topline iz tla (podzemlja) do stambenog objekta. U teoriji bi se toplina mogla prenijeti iz bilo kakvog toplinskog spremnika i to neovisno o njegovoj temperaturi, ali naravno, što je temperatura niža to će se morati uložiti više rada za ostvarivanje jednakog učina grijanja, a samim time će se smanjivati i korisnost uređaja. GSHP za izvor topline koristi toplinski spremnik koji može biti tlo ili podzemne vode; koje su uobičajeno na temperaturi između 10–12 °C. Na taj način se iskorištava prednost umjerenih temperatura toplisnkog spremnika tijekom cijele godine, jer je temperatura u tlu konstantna, za razliku od dizalica topline koje koriste zrak kao toplinski spremnik čija temperatura poprilično varira na godišnjoj bazi.

## Ekonomičnost
Geotermalna energija je vrsta obnovljivih izvora energije, koja pomaže u očuvanju Zemljinih prirodnih resursa. Po mišljenju Američkog EPA-a (Environmental Protection Agency),  geotermalni sustavi u kućanstvima smanjuju troškove grijanja za 30 do 70%, te hlađenja za 20 do 50% u odnosu na konvencionalne sustave. Geotermalne sustave je potrebno puno manje održavati što pridonosi uštedama novca. Isto tako oni su veoma pouzdani te traju desetljećima.
Neke ustanove, kao Kansas City Power and Light, nude niže zimske cijene za korisnike geotermalne energije što daje priliku korisnicima za još veće uštede novca.

## Vanjske poveznice
- Energy Efficiency and Renewable Energy (EERE) - Geothermal Technologies Program
- Idaho National Laboratory - Geothermal Energy
- Oregon Institute of Technology - Geo-Heat Center  Arhivirana inačica izvorne stranice od 2. siječnja 2009. (Wayback Machine)
- Southern Methodist University - Geothermal Lab
- National Renewable Energy Lab
- The Canadian GeoExchange Coalition  Arhivirana inačica izvorne stranice od 5. veljače 2014. (Wayback Machine)
- Geothermal Heating/Cooling Systems - Reddawn